# Mons-en-Montois
 Mons-en-Montois  es una población y comuna francesa, en la región de Isla de Francia, departamento de Sena y Marne, en el distrito de Provins y cantón de Donnemarie-Dontilly.

## Demografía
| 271 | 245 | 245 | 264 | 326 | 390 |
| Para los censos de 1962 a 1999 la población legal corresponde a la población sin duplicidades (Fuente: INSEE [Consultar]) |     |     |     |     |     |